# Falsilunatia
Falsilunatia là một chi ốc biển, là động vật thân mềm chân bụng sống ở biển trong họ Naticidae.

## Các loài
Các loài thuộc chi Falsilunatia bao gồm:
- Falsilunatia ambigua (Suter)
- Falsilunatia delicatula Dell, 1990
- Falsilunatia eltanini
- Falsilunatia fartilis
- Falsilunatia notorcadensis
- Falsilunatia pisum (Hedley, 1916)
- Falsilunatia powelli Dell, 1956
- Falsilunatia soluta
- Falsilunatia subperforata Dell, 1956
- Falsilunatia xantha  (Watson, 1881)